# Катержина з Комарова
Катержина з Комарова (чеськ. Kateřina z Komárova) — чеська шляхтянка XVI століття з роду Бехіне з Лажан, відома жорстокими вбивствами своїх підданих. У Чехії отримала прізвисько «Чеська Чахтицька пані» (чеськ. Česká Čachtická paní), за асоціацією з Єлизавета Баторій.

## Біографія
Катержина походила з роду Комарова. Вона була видана заміж за карлштейнського бургграфа Яна Бехіне з Лажан, що володів маєтком Пічіні біля Пржибрама. Рід Бехіне з Лажан був набагато знатніший за рід Комарових, тому для Катержини цей шлюб був явним просуванням соціальними сходами.
Ян Бехіне з Лажан більшу частину часу перебував у Карлштейні, тому управління маєтком було в руках його дружини. Для підданих настали важкі часи, оскільки Катержина за найменшу провину призначала вкрай суворі та жорстокі покарання. Частина караних померла не витримавши тортур, а ті, що вижили, залишилися каліками на все життя.

## Процес
Ян Бехіне з Лажан на посаді карлштейнського бургграфа перебував у затяжному конфлікті з деканом карлштейського капітула, яким на той час був Вацлав Гаєк з Либочан, відомий надалі як автор хронік. Декан і отримав звістки про поведінку пані Катержини та звинуватив у цих злочинах її чоловіка. Той сприйняв це як провокацію та подав на декана скаргу.
Судовий трибунал під проводом Войтеха з Пернштейна в 1533 розслідував цю справу. Запрошені до суду свідки з-поміж пічинських жителів, побоюючись помсти з боку Катержини, характеризували її під час допитів як шановну та гарну пані. Це тривало, поки в суді не виступив празький громадянин, родич однієї з жертв (оскільки проживав у Празі, то не побоювався помсти з боку Катержини). Він описав убивство Катержиною його родича. Його приклад спонукав і ряд пічинців змінити свої свідчення та розповісти правду. Нарешті і Катержина зізналася у 14 вбивствах, хоча деякі джерела вважають, що жертвами розправ були до 30 людей.

### Вирок та смерть
Суд виніс незвичайне для Чехії рішення — пані Катержина має бути замурована у в'язниці напризволяще, таким чином її фактично засудили до смерті від голоду. Катержина була поміщена в Білу вежу Празького Граду, де й померла 15 березня 1534 року.
Через два дні після її смерті помер її суддя Войтех із Пернштейна. Це було предметом спекуляцій. Казали, що це Катержина «потягла його з собою».
Для Яна Бехіне з Лажани трагічні злочини його дружини не мали жодних наслідків. Через деякий час він був призначений на посаду верховного земського секретаря, на цій посаді він і помер у 1547 році.